# Ghost Rider (Johnny Blaze)
Ghost Rider (Johnny Blaze) es un personaje ficticio y antihéroe que aparece en los cómics estadounidenses publicados por Marvel Comics. Él es el segundo personaje de Marvel en usar el nombre de Ghost Rider, siguiendo a Carter Slade (el héroe de los cómics occidentales más tarde conocido como Jinete Fantasma) y precediendo a Daniel Ketch, Alejandra Jones y Robbie Reyes. La historia del personaje comienza cuando la motocicleta de cine, Johnny Blaze se une al Espíritu de la Venganza, Zarathos después de hacer un trato con Mephisto, de perdonar a su padre sustituto. Con sus poderes sobrenaturales, Johnny busca venganza como el "Ghost Rider".
El personaje ha aparecido en varias adaptaciones de medios, como largometrajes, series de televisión y videojuegos. Johnny Blaze fue retratado por el actor Nicolas Cage en las películas de Ghost Rider (2007) y Ghost Rider: Espíritu de Venganza (2012), y por Tom McComas en la cuarta temporada de la serie de televisión de Marvel Cinematic Universe (MCU) Agents of S.H.I.E.L.D. (2017) 

## Historial de publicación
Siguiendo al personaje de los cómics occidentales que originalmente usó el nombre, el primer superhéroe Ghost Rider, Johnny Blaze, debutó en Marvel Spotlight # 5 (agosto de 1972), creado por el editor jefe de Marvel, Roy Thomas, el escritor Gary Friedrich y el artista Mike Ploog. Después de una prueba de prueba de siete temas en Marvel Spotlight, el personaje recibió una serie autotitulada Ghost Rider en 1973, con el dibujante Jim Mooney a cargo de la mayoría de los primeros nueve temas. Varios equipos creativos diferentes mezclados y emparejados hasta el dibujante Don Perlin comenzó una larga temporada con el número 26, y finalmente se unió el escritor Michael Fleisher con el número 58.

## Historia ficticia
Johnny Blaze, un temerario motociclista, era el hijo de Barton Blaze y Naomi Kale, nacido en Waukegan, Illinois. Pasó sus primeros años en el Carnaval de Quentin, donde sus padres protagonizaron un espectáculo con Craig "Crash" Simpson. La madre de Johnny abandonó a Barton y Johnny y se llevó a los dos hijos restantes de la familia, Bárbara y Danny, con ella.
Perder a su madre hizo que Johnny reprimiera muchos de sus recuerdos de ella y sus hermanos. Cuando su padre murió en un truco, Johnny fue adoptado por Crash y Mona Simpson. Los Simpson ayudaron a Johnny inventando su pasado con la esperanza de que sería menos doloroso que la verdad. Ahora, creyendo que su verdadera madre era Clara Blaze, que había muerto, Johnny se convirtió en un miembro entusiasta del clan Simpson, cada vez más cercano a su hija, Roxanne Simpson. Los dos pronto se volvieron inseparables y, a medida que crecieron, su afición por el otro fue más allá de la familiaridad.
Blaze finalmente se uniría a los Simpson en su propio espectáculo de acrobacias itinerantes, Crash Simpson Stunt Cycle Extravaganza. Crash se había convertido en una verdadera figura paterna en los ojos de Blaze, y al enterarse del cáncer que amenazaba la vida de Crash, Blaze recurrió a lo oculto. Sus estudios lo llevaron a un hechizo que supuestamente podría convocar a Satanás. Johnny no sabía que, de hecho, había llamado a Mephisto. Desesperado por salvar a Crash, Blaze vendió su alma a Mephisto a cambio del cáncer de Crash para curarse.
El cáncer de Crash Simpson se curó y Johnny creyó que viviría; sin embargo, Crash murió poco después de un truco tratando de saltar más de 22 autos. Mephisto, cuando se enfrentó a Blaze por la muerte de Crash, declaró que había cumplido su parte del trato. Las palabras exactas de Johnny en el trato habían sido para que Crash se salvara del cáncer que lo estaba matando, no para que él viviera, aunque esta había sido la intención de Johnny. Fiel a su palabra, Mephisto había asegurado que Crash no había muerto de cáncer, sino que había perdido la vida durante el salto fallido, lo que Mephisto rápidamente señaló cuando llegó a reclamar su premio. Blaze, todavía a merced de Mephisto, creía que perdería su alma hasta que Roxanne lo salvó. Roxanne proclamó su amor por Blaze y ahuyentó a Mephisto con la pureza de su emoción.
Blaze no sabía que Mephisto lo había unido con el demonio Zarathos como un acto de venganza por no haber podido obtener el alma de Johnny para sí mismo. Johnny se transformó en un Ghost Rider, un esqueleto revestido de cuero, su cabeza envuelta en una capa de llamas, la noche posterior a la muerte de Crash. Mientras Johnny todavía tenía su alma, se vio obligado a castigar a los malvados y malvados sobre las demandas de Mephisto cuando sea necesario. Siempre que estaba en presencia del mal, se transformaba en el Ghost Rider, para exigir la venganza del diablo, devolviendo el mal al Infierno. Blaze no estaba completamente perdido en la transformación, sin embargo, y también ayudaría a los inocentes cuando estuvieran en peligro.
Como el Ghost Rider, se encontró con Daimon Hellstrom. Johnny vino a trabajar como especialista de cine para Delazny Studios. Como el Ghost Rider, se asoció con Los Campeones, Morbius, Hombre Cosa y el Hombre Lobo. Perdió un campeonato de equitación de motociclista para Flagg Fargo, y más tarde llegó a trabajar como un jinete de truco para el Carnaval Quentin. Finalmente, Zarathos obtendría el control de Johnny Blaze, y el Ghost Rider se convertiría en el espíritu de Zarathos desatado. Johnny mismo se estaba volviendo más fuerte también, y las personalidades conflictivas llevaron a una batalla sobre el cuerpo físico de Blaze.
Centurious apareció, robando el alma de Blaze en el cristal de su alma. Zarathos, debilitado por la prueba, usó lo último de su fuerza para romper el cristal, liberando el alma de Blaze y muchas otras contenidas dentro del cristal también. Antes de que el cristal fuera reformado, Centurious fue absorbido en el cristal. Zarathos lo siguió hasta el cristal, liberando a Blaze de la maldición, restaurando su alma, y terminando su tiempo como el Ghost Rider.
Por un tiempo, Johnny se convirtió en un vagabundo y luego en un aventurero. Finalmente se convirtió en el dueño del carnaval. Con el tiempo, se enteró de la existencia de Daniel Ketch como el Ghost Rider. Creyendo que el nuevo Ghost Rider es Zarathos, Johnny viajó a la ciudad de Nueva York para matarlo. Johnny secuestró a Ketch y luchó contra el Ghost Rider. Johnny se convenció de que Ketch no era Zarathos, y lo ayudó contra Blackout. Junto con Ghost Rider y Spider-Man, Blaze luchó contra Hobgoblin. También ayudó a Ghost Rider y los X-Men a luchar contra la Reina Brood.
Más tarde se asoció con el nuevo Ghost Rider para formar los "espíritus de la venganza". Durante este tiempo, Blaze volvería a andar en bicicleta con ruedas de fuego y lanzaría un fuego infernal escupiendo una bomba. Su mentor, Cuidador, revelaría más tarde que eran, de hecho, hermanos. En la primera aparición del equipo, lucharon contra Lilith y su Lilin.
Blaze volvió a dirigir su carnaval. A pesar de contar con muchas entidades poderosas, casi fue destruido en un ataque demoníaco dirigido por la criatura Venganza. Los muertos, amigos y enemigos por igual, fueron tomados por las fuerzas del gobierno para ser disecados. Blaze, con la ayuda de amigos, vivos y muertos, irrumpe en las instalaciones y destruye todos los cuerpos.
Una confrontación posterior con las fuerzas del mal conduciría a la muerte de Roxanne. Blaze más tarde se convertiría en cazador de demonios y cazaría a los demonios responsables de su muerte y los mataría a todos. Más tarde se descubrió que Roxanne había resucitado o simplemente se había transformado en el ser llamado Black Rose Más tarde fue devuelta a Johnny, a pesar de la pérdida de memoria, en el último número de la serie Dan Ketch de Ghost Rider.
Comenzando de nuevo, Blaze finalmente encontró un nuevo trabajo como contable y una nueva novia, Chloe, en la serie 2001 de Marvel Knights "The Hammer Lane". Aunque al principio parecía estar libre de la maldición, Johnny al final se transformaría en Ghost Rider, ya que Zarathos se había reconstituido en Johnny Blaze, a pesar de ser convertido en una estatua de piedra después de su batalla con Hijos de la Medianoche.
Esta entidad Ghost Rider solo hablaba una línea singular, y era mucho más salvaje que Noble Kale. Al principio, no había ninguna indicación sobre quién o qué era esta criatura. Sin embargo, esta entidad parece ser Zarathos, como se afirma en el Manual Oficial del Universo Marvel AZ Volumen 4 (TPB).
Johnny Blaze pronto se encontró constantemente perseguido por los demonios del Infierno, con la intención de obligarlo a cumplir el pacto demoníaco que había hecho. Era todo lo que el Ghost Rider podía hacer para escapar del mal, pero no era suficiente. Finalmente, Johnny fue capturado y llevado al Infierno.
La serie "Road to Damnation", de Garth Ennis y Clayton Crain, encuentra a Johnny Blaze atrapado en un ciclo interminable de tortura y escape en el pozo. Es aquí donde el ángel Malachi se aparece al Ghost Rider, ofreciéndole liberarlo del Infierno con su alma intacta, a cambio de perseguir al demonio Kazann que se ha desatado sobre la Tierra.
Malachi le dice a Blaze que la única forma en que será liberado del infierno de forma permanente es vencer al Arcángel Ruth en Kazann, para evitar la destrucción que ella causará si ella lucha contra él. En el camino, Blaze se encuentra con un demonio, Hoss, quien también persigue a Kazann, y se ofrece a ayudar al Ghost Rider ya que comparten el mismo objetivo.
Hoss y Blaze pelean con Ruth y ella le roba su bicicleta; la persiguen en el Cadillac de Hoss. Cuando llegan a donde Ruth está Kazann ya es libre, gracias a los esfuerzos de un dueño de negocio parapléjico corrupto llamado Earl Gustav. Hoss y Ruth pelean mientras Blaze lucha contra Kazann, quien le hace saber a Johnny que ha sido engañado por Malachi. Cuando esto sucede, la secretaria de Gustav, Jemima Catmint, hace que su jefe recite un hechizo que devuelve a Kazaan al infierno. Johnny piensa que es libre, pero recibe un disparo en la cabeza por un sacerdote moribundo (a quien había atacado con fuego infernal antes) con una bala santa y es enviado de vuelta al Infierno. Se enfrenta a Malachi quien revela que engañó a Johnny. Johnny amenaza con matarlo, pero se lo impide Ruth, que lo mata. Aparece Hoss, y revela que Kazann y Malachi eran en realidad hermanos, quienes intercambiaban información sobre el Cielo y el Infierno. Una vez que Kazann escapó del infierno, Malachi necesitaba encontrar a alguien (Ghost Rider) para traerlo de vuelta ante Ruth, con el fin de evitar que Kazann derramara los frijoles sobre Malachi intercambiando secretos del cielo con él mientras estaba siendo torturado por los ángeles.
En julio de 2006, comenzó una nueva serie mensual con una historia titulada "Ciclo vicioso", escrita por Daniel Way, con el arte de Mark Texeira y Javier Saltares (el mismo equipo artístico de la serie de los 90). La historia tiene lugar después de la miniserie Ennis, y presenta a Johnny Blaze finalmente escapando del infierno.
La fuga de Blaze es un plan diseñado por el propio Lucifer, ya que cuando Johnny escapa del Infierno, el diablo viene con él. Durante una batalla en una gasolinera, Blaze derrota el cadáver de un padre recientemente fallecido que ha sido animado por el diablo. Detectando la perturbación mágica causada por la fuga de Ghost Rider, el Doctor Strange investiga la situación, pero, creyendo que el Doctor Strange es Lucifer disfrazado, Blaze lo ataca, y por primera vez usa su Mirada de Penitencia, al debilitante Doctor Strange. Es entonces cuando aparece el ser celestial Numecet y revela la intención de Lucifer de Blaze.
Después de haber curado al Doctor Strange, Numecet le dice a Johnny Blaze que él es más fuerte de lo que él puede comprender y es una parte vital de los planes de Lucifer, ya que tiene la intención de que el Ghost Rider mate cada uno de los cuerpos que ha poseído. Se revela que cuando Lucifer viajó al reino de los mortales, su esencia se hizo añicos y se extendió a 666 personas recientemente fallecidas, cada una de ellas resucitó e inundó con una porción de la fuerza del demonio. Para reformar su cuerpo, cada uno de los anfitriones humanos tiene que morir, pero no pueden morir por suicidio, ya que es un pecado y enviarían al diablo al infierno, lo que requeriría que provocaran a otros para que los mataran. A medida que cada uno cae, el restante se volverá aún más fuerte, y Ghost Rider debe matarlos porque, aunque otros pueden matar los cuerpos al principio, al final los hosts restantes se volverán tan poderosos que ningún otro ser podría matarlos. Numecet intenta disuadir a Blaze pero fue en vano, Blaze prometió que forzaría al demonio a una sola forma corpórea y luego lo arrastraría de vuelta al infierno de una vez por todas.
Durante la historia de Civil War, Johnny termina en Sleepy Hollow, Illinois, donde un asesino en serie decapita a niños locales y pronto descubre su identidad: el supervillano conocido como Jack O'Lantern. Asesinado por Punisher, el cuerpo de Stevie Levins está ocupado por uno de los varios aspectos de Lucifer. El alguacil local cree que Blaze tiene la culpa, pero pronto se da cuenta de la verdad. Ghost Rider y el sheriff se enfrentan a Levins / Lucifer en la puerta de la casa de un predicador, y después de una corta pelea, Ghost Rider le arranca el corazón a Levins / Lucifer y le rompe la cabeza.
Durante la historia de World War Hulk, Johnny Blaze enfurece al Ghost Rider cuando intenta salvar a varias personas y permite que el fragmento de Lucifer que estaban luchando actualmente escape. Más tarde, después de ver una transmisión en la televisión, Blaze decide ir a Nueva York y luchar contra Hulk, en contra de la voluntad del Ghost Rider. El problema termina cuando Ghost Rider se detiene en su motocicleta frente a Hulk. Después de intentar instar a Hulk a detenerse, Ghost Rider se enfrenta a Hulk. Su batalla es monitoreada por el Doctor Strange y Mr. Fantástico. El Doctor Strange cree que la entidad que suministra el poder místico de Ghost Rider posiblemente sea capaz de derrotar a Hulk, afirmando que sus poderes son ilimitados, y solo inhibidos por el lado humano del Ghost Rider, llegando incluso a llamar a sus poderes "divinos". Sin embargo, como es Johnny Blaze, no es el demonio completamente equipado Zarathos quien está involucrando a Hulk, quién fácilmente derrota a Ghost Rider. Después de que Johnny es noqueado, el mismo Zarathos aparece y se marcha porque, como dice el Doctor Strange al final del problema, Ghost Rider protege solo a los inocentes, que no son ninguno de los Illuminati.
Johnny finalmente logra derrotar a Lucifer al "matar" a un anfitrión empujando la palanca de cambios de un camión a través de su cabeza y rompiéndole la espina dorsal, dejando al anfitrión biológicamente vivo pero incapacitado. Mientras Dixie mantiene vivo al anfitrión, un camionero que Johnny había encontrado, Blaze rastrea lo que Lucifer cree que es su anfitrión final y lo derrota, explotando el hecho de que Lucifer solo está a la mitad de su fuerza. Tan pronto como Johnny mata a este anfitrión, Dixie y un grupo de policías locales pueden matar el fragmento de Lucifer dañado por el cerebro, que ahora posee el alma completa del demonio pero no está en condiciones de usar ese poder, y enviarlo de vuelta a Infierno.
Los siete jinetes muestran sus cabezas llameantes por primera vez en este arco argumental por el escritor Jason Aaron y el artista Tan Eng Huat. Daniel Ketch regresa con una nueva misión: recoger los poderes de todos los Ghost Riders para que el ángel Zadkiel evite la corrupción de los poderes con sus anfitriones humanos. Zadkiel tiene otros motivos que guarda para sí mismo, para los cuales necesita los poderes de los Jinetes: derribar las murallas de la Nueva Jerusalén y hacer la guerra al Cielo. La historia comienza en el Tíbet con los soldados chinos acosando a una aldea, preguntándoles sobre las armas que mataron a dos de sus patrullas de guarnición. Durante el acoso, un campesino entra en un burro. Después de algunos intercambios de palabras y una orden de matar dada por el General, el campesino cambia y mata a los hombres del General mientras le da la espalda. Cuando el General se da vuelta, ve al Ghost Rider y obtiene una Mirada de Penitencia por su problema. Después del ataque, el jinete vuelve a su santuario donde es visitado por Danny Ketch. Poco después, la hermana Sara y Johnny Blaze llegan al santuario para averiguar cómo regresar a Zadkiel. Después de entrar, encuentran que el campesino y el burro se queman.
Esa noche los dos son visitados por Ketch y comienza una batalla con una demostración de poder. Cuando Blaze mira Penitencia a su hermano, ve exactamente lo que ha sucedido. Ketch ha asesinado a los anfitriones de numerosos Jinetes por sus poderes. Durante una muestra de lástima por los caídos, Ketch puede devolver la Mirada en Blaze y envía a Blaze a la locura temporal. Antes de que Ketch pueda tomar el poder de Zarathos, es detenido por la nueva cuidadora, la Hermana Sara. Ella rescata a Blaze y van a una casa segura. En la casa de seguridad, durante la autocompasión de Blaze y Sara tratando de volver a levantarlo, son visitados por otros dos Ghost Riders, el Molek árabe y el chino Bai Gu Jing, a quienes siguen hasta Japón.
Cuando el equipo de Blaze llega a Japón, descubren que Ketch ya ha tomado el poder del jinete Yoshio Kannabe. Después de la conquista, Ketch tiene otra conversación con Zadkiel a través del enlace de comunicaciones. Durante la conversación, Zadkiel masacra al escuadrón de los Asura que custodian las puertas del Cielo. Zadkiel le dice a Ketch que espere para atacar a los Jinetes hasta que los últimos estén juntos. Mientras tanto, en otras partes del mundo, el expolicía Kowalski sigue a un contacto para obtener una escopeta de fuego infernal para vengarse de Blaze.
Después de adquirir el objeto, lo conducen al medio del desierto para sentarse y esperar su oportunidad. Después de dejar Japón, el equipo de Blaze viaja a la Ciudad de las Calaveras en el Congo, donde se realizará la última parada. Allí se encuentran con los Señores del Congo, los Ghost Riders, Barón Skullfire y Marinette Bwachech, y sus Jinetes Fantasmas. Durante el día, Sara le cuenta a Molek sobre su nueva experiencia convirtiéndose en Cuidadora, y sus maravillas sobre la religión, con las cuales se le da información secreta que Molek conoce acerca de ambas. Mientras los Ghost Riders y sus fuerzas están listos para la batalla, Blaze tiene los ojos abiertos nuevamente por dos niños que van a participar en la pelea. Rápidamente sale de su depresión y se une a los demás para la batalla final.
Durante el transcurso de la batalla, el Barón Skullfire muere y el espíritu es transferido a uno de los Jinetes Fantasmas, después de lo cual Ketch crea duplicados de fuego del infierno para enfrentarse a los guerreros. A continuación, Blaze y Ketch hacen una apuesta en una carrera entre los hermanos de todo el mundo por los destinos de los poderes. Durante la carrera, Blaze es herido de gravedad por la escopeta de Kowalski y Ketch le quita el Jinete mientras sus duplicados dominan a los demás. Momentos después, Ketch entrega el poder de los Espíritus de la Venganza al Cielo, con Zadkiel ahora capaz de asaltarlo. El sonido de las puertas cayendo es suficiente para ser sentido por el sentido arácnido de Spider-Man, y lo suficientemente fuerte como para ser escuchado incluso en el Infierno y Asgard. Cuando un Blaze herido vuelve a la Ciudad de las Calaveras, Ketch cae del cielo, revelando que la batalla por el Cielo ya ha sido decidida. A medida que caen más energías de los cielos, uno golpea a Kowalski y lo convierte en un nuevo Jinete que se parece mucho a Venganza.
Después de la batalla con Zadkiel y su Black Host, Johnny Blaze abre caminos con Ketch y Sara. Finalmente va a un pueblo japonés, que vive en el templo cercano. Los aldeanos son repentinamente invadidos por demonios y su carne se transforma en formas atroces por una criatura llamada Skinbender. El intento de Blaze de luchar resulta en que ella intente morder su carne, pero encuentra que su piel se quema al tacto debido a su poder, lo que la lleva a demandar que se convierta en Ghost Rider. Cuando lo hace, ella deja de llorar, alegando que él es la cosa más hermosa que ella había visto y le suplicaba que hablara. Él simplemente responde con "Burn", liderando una tormenta de fuego para que llueva sobre la aldea, incinerando a los demonios y restaurando a los aldeanos a sus estados normales. Al mismo tiempo, Sara llega a la aldea para reunirse con Blaze y continuar su búsqueda contra Zadkiel. Ella lo encuentra en el proceso de machacar a la Maestra de la piel, antes de arrojarla al mar. Sara entonces consuela a Blaze, pidiéndole que piense en su familia y le pregunta dónde están. Él responde, diciendo que están en el Cielo. Luego parten del pueblo para continuar su viaje.
El Anticristo, Kid Blackheart, después de ser perseguido por los agentes de Zadkiel en la Tierra, es salvado por el terrorista ocultista Jaine Cutter, a pesar de los esfuerzos de Daimon Hellstorm por matarlo. Finalmente, los tres se encuentran con Johnny, Danny y Sara, y se ven obligados a unir fuerzas en un intento desesperado de derrotar a Zadkiel en el Paraíso. Finalmente, después de llegar al Cielo con Danny, él y Danny atacan a Zadkiel, pero rápidamente se sienten abrumados; sin embargo, los espíritus de la esposa e hijos fallecidos de Blaze lo alientan a levantarse y continuar luchando contra Zadkiel, reuniendo las fuerzas combinadas de los Espíritus de la Venganza (a quienes Ketch había engañado para que Zadkiel volviera al Cielo) contra el Arcángel renegado. Después de que Zadkiel se da cuenta de que él no era, y nunca lo sería, el único Dios verdadero, como le dice Blaze,"Solo Dios puede hacer un Ghost Rider, Zadkiel. Debes saberlo. Y solo Dios puede destruirlo. Es posible que hayas sido capaces de cambiar ese poder e incluso de contagiarlo de sus anfitriones. Pero nunca fuiste realmente capaz de controlarlo. Y tú ciertamente no podrías matarlo. No eres Dios, Zadkiel. Eres simplemente otro aspirante loco de poder que necesita desesperadamente que le pateen el trasero. Y eso es exactamente para lo que son los Ghost Riders", es derrotado y desterrado al Infierno, con Dios, revelado que nunca pereció en absoluto, reclamando el Cielo y agradeciendo a Blaze todo lo que hizo por el Paraíso y sus miles de millones de almas.
Durante la historia de Shadowland, Kingpin y Lady Bullseye realizan un ritual que trae a Ghost Rider en una trama para atacar La Mano. Después de que Ghost Rider regrese a Kingpin, se ve obligado a viajar a Japón para enfrentarse al antiguo clan ninja de la Mano, e, incapaz de combatirlos directamente debido a la magia de la Mano que lo ata, los provoca para matarlo. El alma de Blaze emerge en un vacío blanco, y Dios, después de decirle que todavía lo necesitan, lo envía de vuelta al reino de los mortales y, en agradecimiento por su papel en la derrota de Zadkiel, lo ayudó reforzándolo con una fuerza de batallón de ángeles guerreros de la Hostia Negra que son capaces de matar rápidamente a los ninjas de la Mano con facilidad. Liberado de la maldición, Blaze se aleja en la distancia en su motocicleta.
Durante la historia de Fear Itself, Johnny Blaze se inquieta más por su maldición y luego se le acerca una misteriosa figura conocida como Adam que afirma que puede ayudar a Blaze a deshacerse del Ghost Rider de una vez por todas. Blaze era ambivalente al gesto del hombre, pensando que había una trampa en su oferta, pero Adam simplemente dijo que la maldición pasaría a alguien que nunca conoció. Blaze acepta la oferta y se le dijo que expulsara al jinete de su alma. Blaze finalmente se liberó del Jinete para siempre a partir de entonces mientras Adam se dirigía a encontrar un nuevo anfitrión para el Ghost Rider. En Dayton, Ohio cuando Sin (en forma de Skadi) ataca la ciudad, ella lucha contra una nueva hembra Ghost Rider. Después de que la mujer Ghost Rider es derrotada, Mephisto aparece ante Johnny Blaze afirmando que ha condenado a la raza humana y ayudará a Johnny a salir.
Explicando que 'Adán' fue el Adán original, Mephisto revela que la nueva Ghost Rider es una niña llamada Alejandra que Adán ha criado en aislamiento durante años, con la intención de usarla para purgar el mundo del pecado, sin preocuparse por el hecho de que esto privará humanidad de libre voluntad. A pesar de su desagrado por trabajar con Mephisto para cualquier cosa -los motivos del demonio se aclararon como si se tratara de preservar su propia existencia-, Blaze puede convencer a Alejandra de que abandone el plan de Adam después de convertir toda una ciudad en catatónica. Sin embargo, aunque Johnny inicialmente estaba dispuesto a dejarla servir como la nueva Ghost Rider, cuando su intento de recuperar el pecado perdido de la ciudad casi envía al mundo al Infierno, sus esfuerzos solo han sido derrotados por el nuevo Venom, Red Hulk y X-23 - Blaze finalmente es convencido por Doctor Strange de recuperar el manto de Ghost Rider, siguiendo a Alejandra al Infierno mientras intenta matar a Mephisto y recuperar todo el poder del Ghost Rider, aunque Alejandra conserva un fragmento de su poder para sí misma.
Mucho más tarde, Ghost Rider se une a los Thunderbolts de Red Hulk para ayudar a eliminar a Mercy, cuando se desata. Durante una misión en la que el general Ross busca a sus hombres desaparecidos en un antiguo templo en las selvas sudamericanas, el líder incita un hechizo que momentáneamente elimina la llama de Johnny Blaze. En el breve momento en que perdió el Espíritu de venganza, Blaze es brutalmente destrozado y asesinado por un demonio de pantano.
El general Ross es el único que sobrevivió a la misión y se encuentra cara a cara con Mansuco, uno de los hombres que estaba buscando y que adquirió poderes divinos. Mancuso le da a Ross la opción de morir en el acto o borrar la misión de la historia. Ross elige borrar la misión de la corriente temporal devolviendo a Johnny Blaze a la vida.
Después de varias otras misiones, el Punisher abandonó los Thunderbolts, solo para descubrir que su casa de seguridad había sido atrapada y destruida. Partiendo para vengarse de los Thunderbolts por el ataque, Punisher intentó matar al Ghost Rider con la espada de Mephisto que obtuvo de Zadkiel. Ghost Rider frustró este intento, pero finalmente Punisher pudo liberar a Johnny del Espíritu de venganza al decapitar su flamante cráneo con su propia cadena. La maldición una vez más deja a Johnny, solo para regresar a él al final de la serie.
En All New, All-Different Marvel, Johnny se entera del nuevo Ghost Rider en Este de Los Ángeles. Al enfrentar a Reyes, Johnny se da cuenta de que este nuevo Ghost Rider es un cuerpo habitado por dos almas humanas. Una vez que finalmente aprende las identidades de estas dos almas, esas son el alma del asesino en serie Eli Morrow y su anfitrión, Robbie Reyes, Johnny decide ayudar a Reyes a aprender a ser un verdadero Ghost Rider al controlar su maldad interior. Johnny ayuda a Reyes a luchar contra los antiguos aliados de la mafia rusa de Eli y al supervillano Mister Hyde, también conocido como Calvin Zabo. Cuando Robbie finalmente toma el control del alma de Eli, los Ghost Riders le dicen adiós, Johnny le dice al joven nuevo Ghost Rider si tiene problemas para llamar a sus compañeros Ghost Riders.

## Poderes y habilidades
Como agente primario del Cielo, facultado por los Espíritus de la Venganza, creado por el poder de Dios mismo para envejecer y vengarse de los pecadores de la humanidad, Johnny Blaze es una de las entidades más poderosas dentro de los reinos mortales e inmortales. El tema común del Ghost Rider es un anfitrión humano que se transforma en un esqueleto llameante con un vehículo y poderes sobrenaturales. Cuando viajan en sus vehículos, pueden viajar más rápido que los vehículos convencionales y pueden maniobrar hazañas imposibles, como subir directamente a una superficie vertical o cruzar el agua.
Inicialmente, cuando se transformaba, la motocicleta de Blaze simplemente se incendiaba. Más tarde, pudo crear un ciclo hecho de llama pura (fuego del infierno). El fuego del infierno es una llama sobrenatural que típicamente quema el alma y no el cuerpo, pero también podría usarse como llama regular. Proyectar el fuego del infierno como un arma es su principal forma de ataque. También posee reflejos elevados y fuerza sobrehumana, así como una invulnerabilidad casi total al daño físico. Cualquier daño que haga se recuperará rápidamente, ya que Ghost Rider está hecho de fuego del infierno puro, que puede usar para regenerar inmediatamente cualquier extremidad o agujero perdido en su cuerpo.
Por un tiempo, cuando Daniel Ketch era el Ghost Rider, Johnny no tenía sus poderes típicos. En vez de eso, empuñó una escopeta que disparó explosiones de fuerza místicas y montó una motocicleta mística (ambas de alguna manera fortalecidas por la exposición al fuego infernal de Ketch).
En la nueva encarnación de Johnny Blaze como Ghost Rider, otra arma principal en su arsenal ha sido su cadena, que fue utilizada por primera vez por el Danny Ketch Ghost Rider. La cadena, al igual que el resto de Ghost Rider, está hecha de fuego infernal con una sustancia física sólida. Ghost Rider puede controlar el movimiento exacto de la cadena con su mente, lo que le permite hacer cosas que las cadenas normales no pueden hacer, como alcanzar grandes distancias y envolver a los enemigos sin falta. La cadena es aparentemente irrompible.
El arma más poderosa de esta encarnación es la Mirada de Penitencia. Cuando bloquea la mirada con su víctima, puede hacer que experimente todo el dolor emocional y el sufrimiento que han infligido a todos en su vida, dañando permanentemente su alma en el proceso. La única persona que se sabe que se ha recuperado de la Mirada de Penitencia es el Doctor Extraño, pero esto fue en circunstancias excepcionales y requirió la ayuda de un ser angelical para restaurarlo a la normalidad. Punisher pudo resistir la mirada de Penitencia porque no se arrepintió de nada que momentáneamente aturdió al Ghost Rider.
La entidad demoníaca Zarathos, que es la fuente actual del poder de Ghost Rider, ha sido descrita por el Doctor Extraño (el Hechicero Supremo de la Tierra, a quien el Jinete superó una vez en combate directo) poseer suficiente poder místico para desafiar la encarnación de la cicatriz verde del Hulk, como se muestra en World War Hulk. Zarathos también puede volver a manifestarse dentro de Blaze cuando aparentemente se destruye o se exorciza, a menos que se lo coloque dentro de un nuevo huésped.

## Otras versiones

### Ultimate Marvel
En el universo Ultimate Marvel, Ghost Rider hizo su debut en Ultimate Comics: Avengers (volumen 2) # 2. El origen del Ultimate Ghost Rider se explica en Ultimate Comics: Avengers (volumen 2) # 4. La joven pareja de veinteañeros Johnny Blaze y Roxanne Simpson decidió realizar un viaje por todo Estados Unidos. Un día se encontraron con un bar donde se hicieron amigos de una pandilla de motociclistas, que les seguía comprando cerveza. La amistad fue una artimaña, ya que mataron a un Blaze intoxicado como parte de un ritual satánico. Durante el ritual, intercambiaron sus almas con Satanása cambio de riqueza y poder. Satanás les concedió su pedido, pero mantuvo la ventaja. El difunto Blaze también hizo un trato; Satanás obtendrá su alma a cambio de la segura seguridad de Roxanne. Durante veinte años Blaze fue entrenado para convertirse en el Ghost Rider, y fue enviado al mundo para vengarse. Él rastrea y mata individualmente a los miembros de la pandilla de motociclistas, ahora ricos y en posiciones de poder. Debido a estas muertes, una orden ejecutiva llega desde la Casa Blanca: matar al Ghost Rider. Los Vengadores son reclutados en la misión sin conocimiento del Ghost Rider, excepto que mide 7 pies y tiene la fuerza de Thor. Cuando los Vengadores no tuvieron éxito en detener al Ghost Rider para que no matara a su próximo objetivo, la verdad detrás del Ghost Rider se aprende, y el líder de la pandilla de motociclistas es ahora el vicepresidente, Bobby Blackthorne. Johnny arrastró al Vicepresidente a una iglesia que les devolvió a los dos la forma humana, lo que permitió al Castigador terminar con el vicepresidente, alegando su caso, a Johnny se le permitió irse. Más tarde se lo ve en un parque con Satanás mirando a Roxanne, que volvió a la vida sin ningún recuerdo de lo que se hizo. Satanás acepta dejarla vivir su vida si Johnny continúa siendo su Ghost Rider, a lo que él accede.

## En otros medios

### Televisión
- La versión de Johnny Blaze como Ghost Rider aparece en la serie Hulk and the Agents of S.M.A.S.H., segunda temporada, con la voz de Fred Tatasciore.[47] Esta versión es capaz de perseguir y tomar el control de vehículos de todos los tamaños, visualizados por los vehículos que se incendian y que permiten que las armas, como algunos tanques que tomó el mando, disparen bolas de fuego. A diferencia de otras versiones del Ghost Rider, este podría generar electricidad y rayos de fuego azul, así como crear un vórtice de rayos que curó a la Abominación de su gamma y lo transformó de nuevo en humano. Sin embargo, al igual que otras versiones, esta pudo hacer portales a otras dimensiones para aparecer en paredes y otras superficies, como una ladera de montaña.
  - En el episodio 24, "El Espíritu de la Venganza", cuando A-Bomb menciona que había una leyenda de un espíritu de venganza que reside en el Valle de la Muerte. Ghost Rider bloquea a los Agentes de S.M.A.S.H. en el transporte de la prisión en el Valle de la Muerte para entregar a Abominación. Ghost Rider utiliza su mirada de penitencia en Abominación que quema el poder gamma en él y lo regresa de nuevo a Emil Blonsky. Luego se dirige a Hulk Rojo en el papel de Thunderbolt Ross en la creación de Hulk, que conduce a Ghost Rider arrastrando a Rojo en un tren militar que tomó el control de los Agentes de S.M.A.S.H. en su persecución. Cuando Hulk Rojo finalmente se arrepiente del hecho de que él debería haber tenido un mecanismo de seguridad colocado en la bomba gamma que creó a Hulk, Ghost Rider escatima a Hulk Rojo, ya que se acercan a una criatura que se han dispuesto de él. Los Agentes de S.M.A.S.H. y Ghost Rider eludido a la criatura y lo hizo volver al Valle de la Muerte. Cuando A-Bomb invita al Ghost Rider a venir a Vista Verde con ellos, Ghost Rider afirma que todavía hay más maldad en el mundo. Ghost Rider entonces convoca a su motocicleta y lo monta al irse.
  - En el episodio 26, "Planeta Monstruo, Pt. 2", Ghost Rider es uno de los superhéroes que ayudan a los Agentes de S.M.A.S.H., los Vengadores y a otros héroes en su lucha contra los Kree.
- Johnny Blaze hace un cameo en la cuarta temporada de Agents of S.H.I.E.L.D., interpretado por el actor no acreditado Tom McComas.[48] Si bien no fue mencionado por su nombre, Gabriel Luna confirmó que el personaje es de hecho Johnny Blaze basado en su apariencia y poder.[49] Aparece en "El Buen Samaritano", donde se encuentra con Robbie Reyes y su hermano paralizado, Gabe, después de que chocaron su auto. Johnny responde al último deseo de Robbie de vengarse de las personas que lo atacaron a él y a su hermano, y le pasa sus habilidades a Robbie, lo revive y lo convierte en el nuevo Ghost Rider.[50] Él fue mencionado por Phil Coulson que Johnny había escapado del infierno en algún momento anterior.[51]

### Cine
- En 2007, Columbia Pictures lanzó la película Ghost Rider, protagonizada por Nicolas Cage como el adulto Johnny Blaze y Matt Long cuando era adolescente. En ella el personaje se enfrenta a Blackheart y su padre Mephistopheles.
- Nicolas Cage repitió el papel en una secuela, Ghost Rider: Espíritu de Venganza. Aquí el personaje es reclutado por una secta de Europa del Este para salvar a un niño llamado Danny de ser poseído por Roarke (una forma de Mephistopheles) y Blackout.
- En 2013, los derechos cinematográficos sobre el personaje volvieron a Marvel Studios.[52]

### Videojuegos
- Ghost Rider (Johnny Blaze) aparece como un personaje desbloqueable en el videojuego Marvel: Ultimate Alliance, con la voz de Nolan North.[53] El disfraz de Danny Ketch es un disfraz alternativo de Johnny Blaze / Ghost Rider. En reconocimiento a su tiempo en el nuevo FF, el jugador recibe un bono de equipo de 'Nuevos 4 Fantásticos' cuando juega un juego con un equipo de Ghost Rider, Spider-Man, Wolverine, Hulk y / o Luke Cage (Hulk solo está disponible a través de la descarga).
- Está disponible como contenido descargable para el juego LittleBigPlanet, como parte de "Marvel Costume Kit 2".[54][55]
- Ghost Rider (Johnny Blaze) aparece como un personaje no jugable en el final de Dante en Marvel vs. Capcom 3: Fate of Two Worlds.[56] No está disponible como personaje jugable, sin embargo, se puede jugar en la versión actualizada Ultimate Marvel vs. Capcom 3.[57] Richard Grieco repite su papel.
- Él es un personaje jugable en Marvel Super Hero Squad Online.
- Ghost Rider es un personaje jugable de Marvel: Avengers Alliance.
- Ghost Rider es un personaje jugable de Lego Marvel Super Heroes interpretado por Andrew Kishino.[58] En la 7.ª Bonus Mission en el circo en Central Park, Ghost Rider ayuda a Black Widow, Hawkeye, y Iceman a luchar contra Nightmare y su ejército de esqueletos.
- Ghost Rider es un personaje jugable de Marvel Heroes.[59]
- Ghost Rider es un personaje jugable en Marvel Future Fight.[60]
- Ghost Rider (Johnny Blaze) es un personaje jugable en el juego móvil match-three Marvel Puzzle Quest. Fue agregado al juego en noviembre de 2015.[61]
- Ghost Rider (Johnny Blaze) es un personaje jugable en Marvel: Contest of Champions.[62]
- Johnny Blaze vuelve como personaje jugable en Marvel vs. Capcom: Infinite, reimpreso por Fred Tatasciore.[63]